# Stérgios-Mários Bílas
Stérgios-Mários Bílas (grec moderne : Στέργιος-Μάριος Μπίλας), né le 21 novembre 2001, est un nageur grec, plutôt spécialiste dans l'épreuve du papillon.

## Carrière
En 2023, il remporte une médaille de bronze aux championnats d'Europe en petit bassin dans l'épreuve du relais 4 × 50 m nage libre. En juin 2024, il peut ajouter à son palmarès une médaille d'or aux championnats d’Europe, en individuel sur 50 m papillon, ainsi qu'une médaille d'argent sur 50 m nage libre avec 21 s 73, devancé d'un centième par son compatriote Kristián Goloméev et une médaille de bronze lors du relais 4 × 100 m nage libre.